# باربی آلبوم
باربی آلبوم (به انگلیسی: Barbie: The Album) آلبوم موسیقی متن فیلم محصول سال ۲۰۲۳ باربی که توسط گرتا گرویگ کارگردانی شده‌است، می‌باشد که در ۲۱ ژوئیهٔ سال ۲۰۲۳ از سوی آتلانتیک رکوردز برابر با روز اکران فیلم در تئاترهای آمریکای شمالی منتشر گردید. این آلبوم توسط مارک رانسون، کوین ویور و برندون دیویس تهیه و به‌طور کلی با تحسین منتقدان موسیقی روبه‌رو شده‌است.